# Acmaeopsoides
Acmaeopsoides is een kevergeslacht uit de familie van de boktorren (Cerambycidae). De wetenschappelijke naam van het geslacht werd voor het eerst geldig gepubliceerd in 1976 door Linsley & Chemsak.

## Soorten
Acmaeopsoides is monotypisch en omvat slechts de volgende soort:
- Acmaeopsoides rufula (Haldeman, 1847)